# إيفان جي. قالبرايث
إيفان جي. قالبرايث (بالإنجليزية: Evan G. Galbraith)‏ هو دبلوماسي أمريكي، ولد في 2 يوليو 1928 في توليدو في الولايات المتحدة، وتوفي في 21 يناير 2008.

## وصلات خارجية
- إيفان جي. قالبرايث على موقع إن إن دي بي (الإنجليزية)